# Komaki
Komaki (小牧市, Komaki-shi) är en japansk stad i prefekturen Aichi på den centrala delen av ön Honshu.Staden är belägen strax norr om Nagoya och ingår i denna stads storstadsområde. Komaki fick stadsrättigheter 1 januari 1955. 